# Red Carpet Massacre
Red Carpet Massacre er det tolvte studiealbum fra engelsk poprock-band Duran Duran. Det blev udgivet den 19. november 2007 i Europa og den 13. november i USA.
Det meste af musikken på albummet blev afsluttet i slutningen af 2006, efter at Andy Taylor havde forladt gruppen, og efter indledningen af gruppens samarbejde med musikproduceren Timbaland.
Albummet nåede i USA en højeste placering som nummer 36 og i Storbritannien som nummer 44.[kilde mangler]

## Numre
| Red Carpet Massacre | Red Carpet Massacre                                 | Red Carpet Massacre                               | Red Carpet Massacre | Red Carpet Massacre | Red Carpet Massacre | Red Carpet Massacre | Red Carpet Massacre | Red Carpet Massacre | Red Carpet Massacre |
| #                   | Titel                                               | Sangskriver(e)                                    | Længde              |                     |                     |                     |                     |                     |                     |
| ------------------- | --------------------------------------------------- | ------------------------------------------------- | ------------------- | ------------------- | ------------------- | ------------------- | ------------------- | ------------------- | ------------------- |
| 1.                  | "The Valley"                                        | Duran Duran & Danja                               | 4:57                |                     |                     |                     |                     |                     |                     |
| 2.                  | "Red Carpet Massacre"                               | Duran Duran & Danja                               | 3:17                |                     |                     |                     |                     |                     |                     |
| 3.                  | "Nite Runner" (feat. Justin Timberlake & Timbaland) | Duran Duran, Justin Timberlake, Timbaland & Danja | 3:58                |                     |                     |                     |                     |                     |                     |
| 4.                  | "Falling Down" (feat. Justin Timberlake)            | Duran Duran & Justin Timberlake                   | 5:41                |                     |                     |                     |                     |                     |                     |
| 5.                  | "Box Full O' Honey"                                 | Duran Duran & Danja                               | 3:10                |                     |                     |                     |                     |                     |                     |
| 6.                  | "Skin Divers" (feat. Timbaland)                     | Duran Duran, Timbaland & Danja                    | 4:24                |                     |                     |                     |                     |                     |                     |
| 7.                  | "Tempted"                                           | Duran Duran & Danja                               | 4:22                |                     |                     |                     |                     |                     |                     |
| 8.                  | "Tricked Out" (instr.)                              | Duran Duran & Danja                               | 2:45                |                     |                     |                     |                     |                     |                     |
| 9.                  | "Zoom In" (feat. Timbaland & Danjahandz)            | Duran Duran, Timbaland & Danja                    | 3:25                |                     |                     |                     |                     |                     |                     |
| 10.                 | "She's Too Much"                                    | Duran Duran & Danja                               | 5:30                |                     |                     |                     |                     |                     |                     |
| 11.                 | "Dirty Great Monster"                               | Duran Duran & Danja                               | 3:40                |                     |                     |                     |                     |                     |                     |
| 12.                 | "Last Man Standing"                                 | Duran Duran & Danja                               | 4:05                |                     |                     |                     |                     |                     |                     |
| 47:14               |                                                     |                                                   |                     |                     |                     |                     |                     |                     |                     |